# Locomobile Company of America

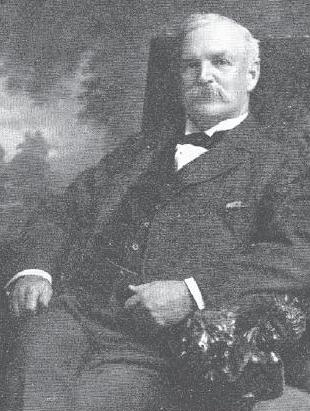
Amzi L. Barber.

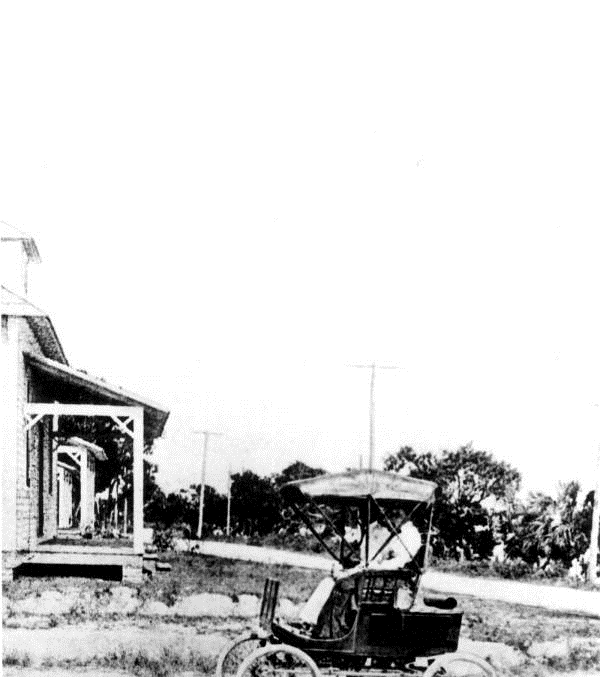
Le premier modèle Locomobile Steamer, en 1899 à Miami.

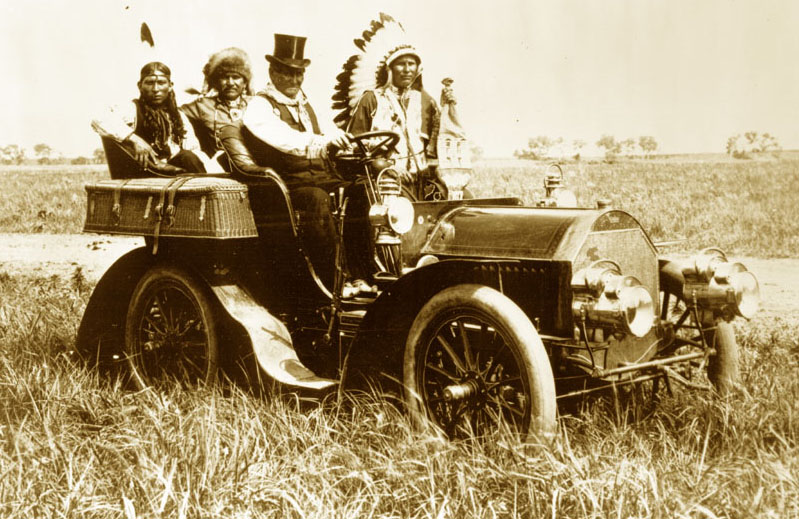
Geronimo en 1905, dans un modèle C.

Locomobile Company of America était un constructeur automobile américain, du début du XXe siècle.

## Histoire
Le nom est issu de la contraction entre les mots locomotive et automobile. Initialement située à Watertown (Massachusetts), la compagnie se relocalise dans le courant de 1900 à Bridgeport (Connecticut), où elle demeure jusqu'à sa disparition en 1929. De 1901 à 1902, les frères Francis et Freelan Stanley sont les managers généraux, avant de partir fonder la Stanley Motor Carriage Company, qui deviendra la rivale de Locomobile.
Jusqu'en 1903, la production consiste en de petites voitures à vapeur, vendues à un prix abordable. Bien que peu fiables, le succès est au rendez-vous (plus de 4 000 exemplaires écoulés entre 1899 et 1902, avec sept styles de carrosseries à partir de 1901). Sujettes aux incendies de kérosène, avec de trop petits réservoirs d'eau, les voitures présentent de meilleures conditions de bord avec l'arrivée d'une pompe à eau fabriquée par l'Overman Wheel Company de Chicopee Falls (Ma). Sur le modèle le plus typique, le Runabout de 1904, le moteur bicylindre à chaudière au naphta est au centre du véhicule, à ossature en bois. Locomobile est la première marque à participer activement à un conflit – la guerre des Boers – avec un engin motorisé polyvalent, puis elle se tourne résolument vers les voitures à moteur à combustion interne à partir de 1904, de plus en plus luxueuses et rapides, après avoir revendu leurs droits aux frères Stanley. Ainsi la Locomobile 40 Runabout est un biplace 60 hp vendu 4 750 $ en 1908 (soit 100 000 $ actuels). Mais le modèle le plus important de la marque est le 48, apparu en 1919 et vendu 10 000 $ de l'époque en configuration ouverte.
Locomobile est reprise en 1922 par Durant Motors, et fait par la suite faillite en 1929, comme d'autres marques américaines. Les voitures produites par la société d'origine ont toujours été vendues sous le nom de marque Locomobile, le modèle 48 ne disparaissant qu'en 1929 après avoir été le seul disponible à la vente de 1922 à 1925 (année où sort la 8-66 Junior Eight, une 8 cylindres). Les modèles 8-86 et 8-88 de 1929 n'empêchent pas la fermeture de l'usine la même année.
Les voitures Durant and Rugby continuent à être produites quant à elles jusqu'en 1933.

## Palmarès sportif
- Course de côte du Mont Washington 1899 (Freelan O. Stanley sur Stanley à moteur Locomobile, lors de la toute première ascension motorisée);
- Coupe Vanderbilt 1908 (George Robertson, troisième son équipier Joe Florida);
- Phase éliminatoire de la coupe Vanderbilt 1906 (Joe Tracy);
- Rallye Los Angeles–Phoenix 1913 (Orin Davis); 
  - 3e de la coupe Vanderbilt 1905 (Tracy, sur 90 hp de 16,2 L, pilote encore 10e en 1906);
  - Participation à la Coupe Gordon Bennett 1905, avec Tracy (moteur de 17,7 L.).

## Galerie d'images

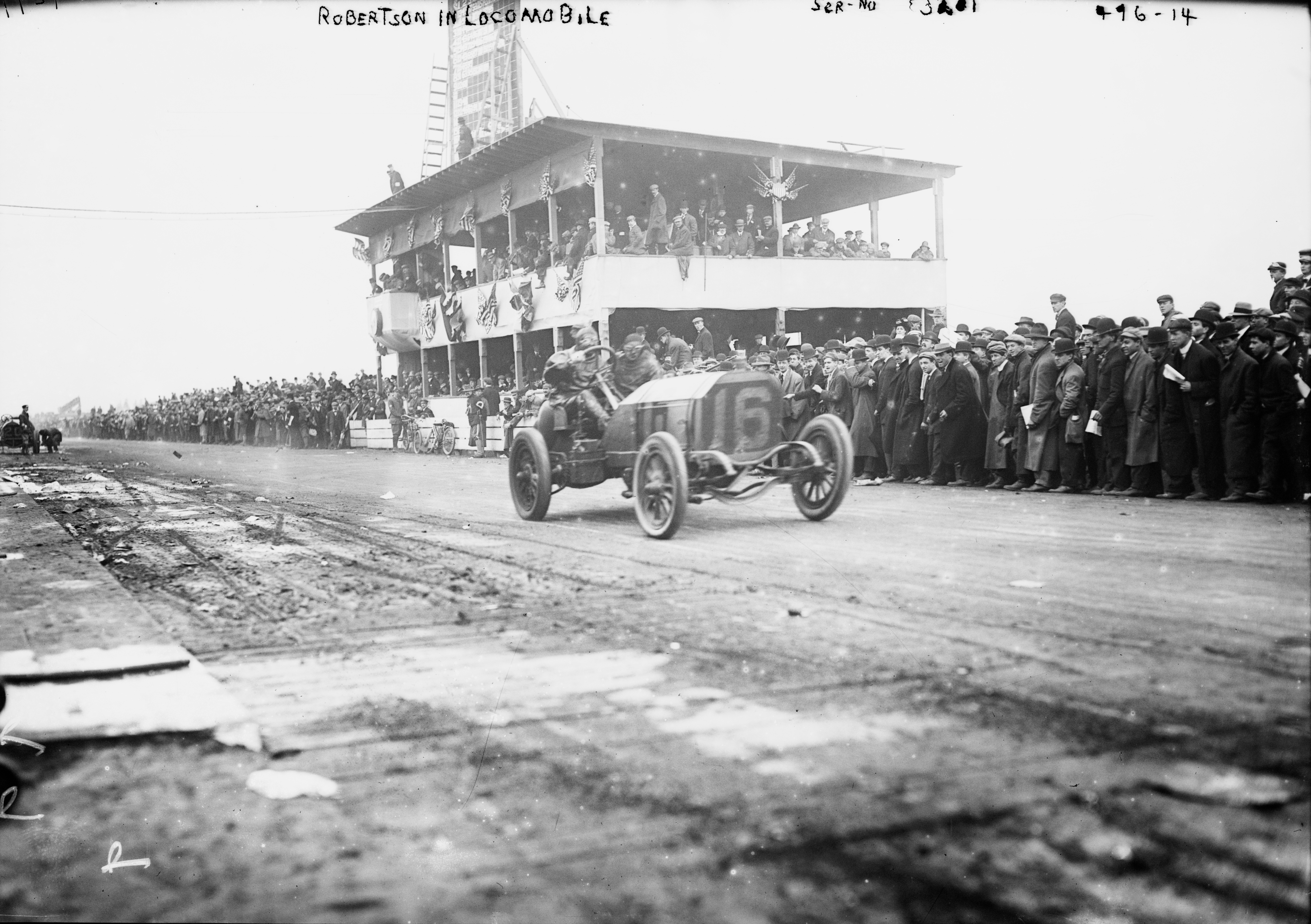
Victoire à la Coupe Vanderbilt 1908 de Joé Robertson, sur la Locomobile future "Old 16" (conçue par Andrew L. Riker).
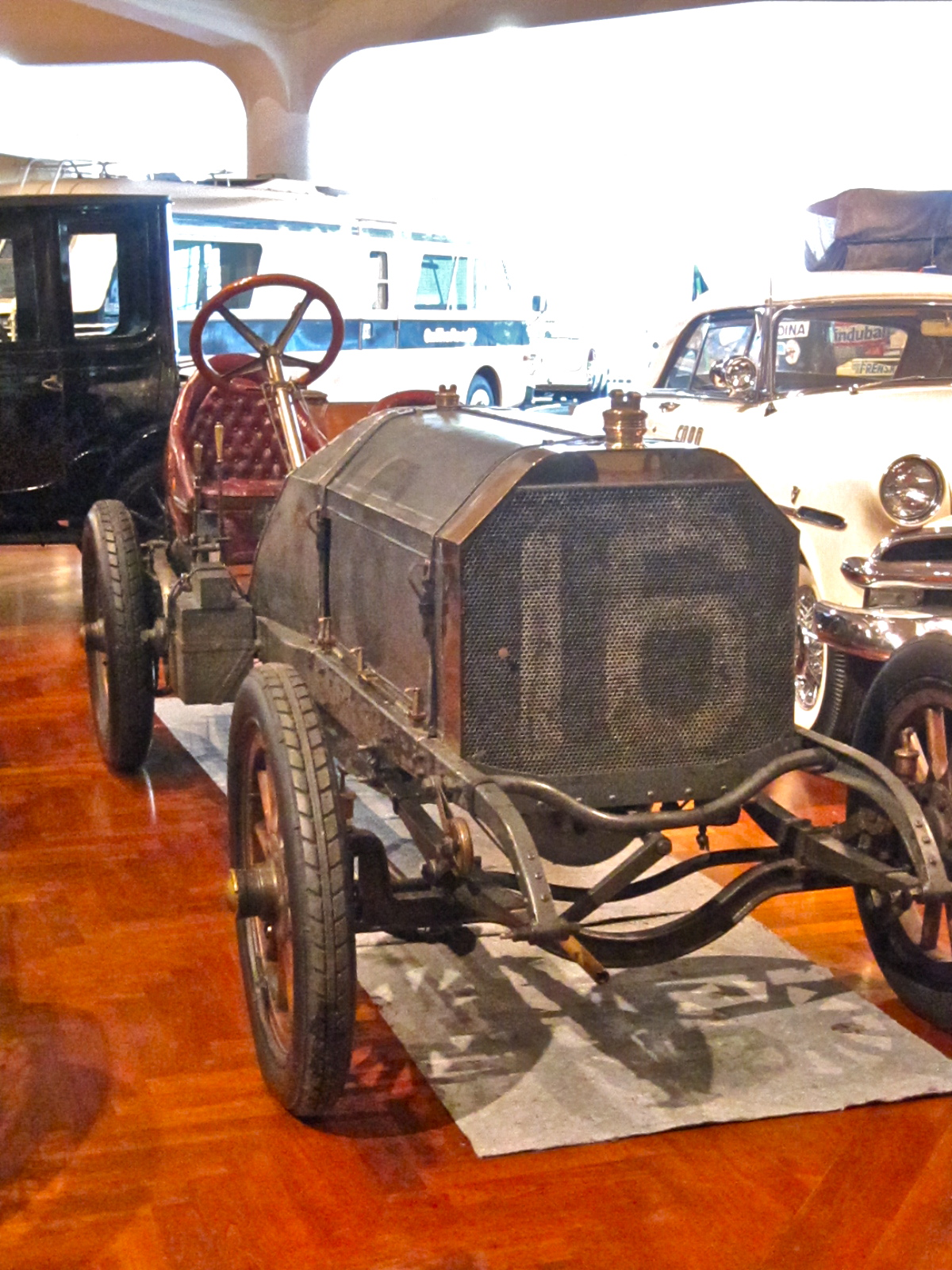
La Old 16, première voiture américaine d'un constructeur américain à remporter une compétition internationale en 1908 (aussi plus rapide voiture en 1906); jamais restaurée, pour la maintenir en conditions de course (musée Ford).
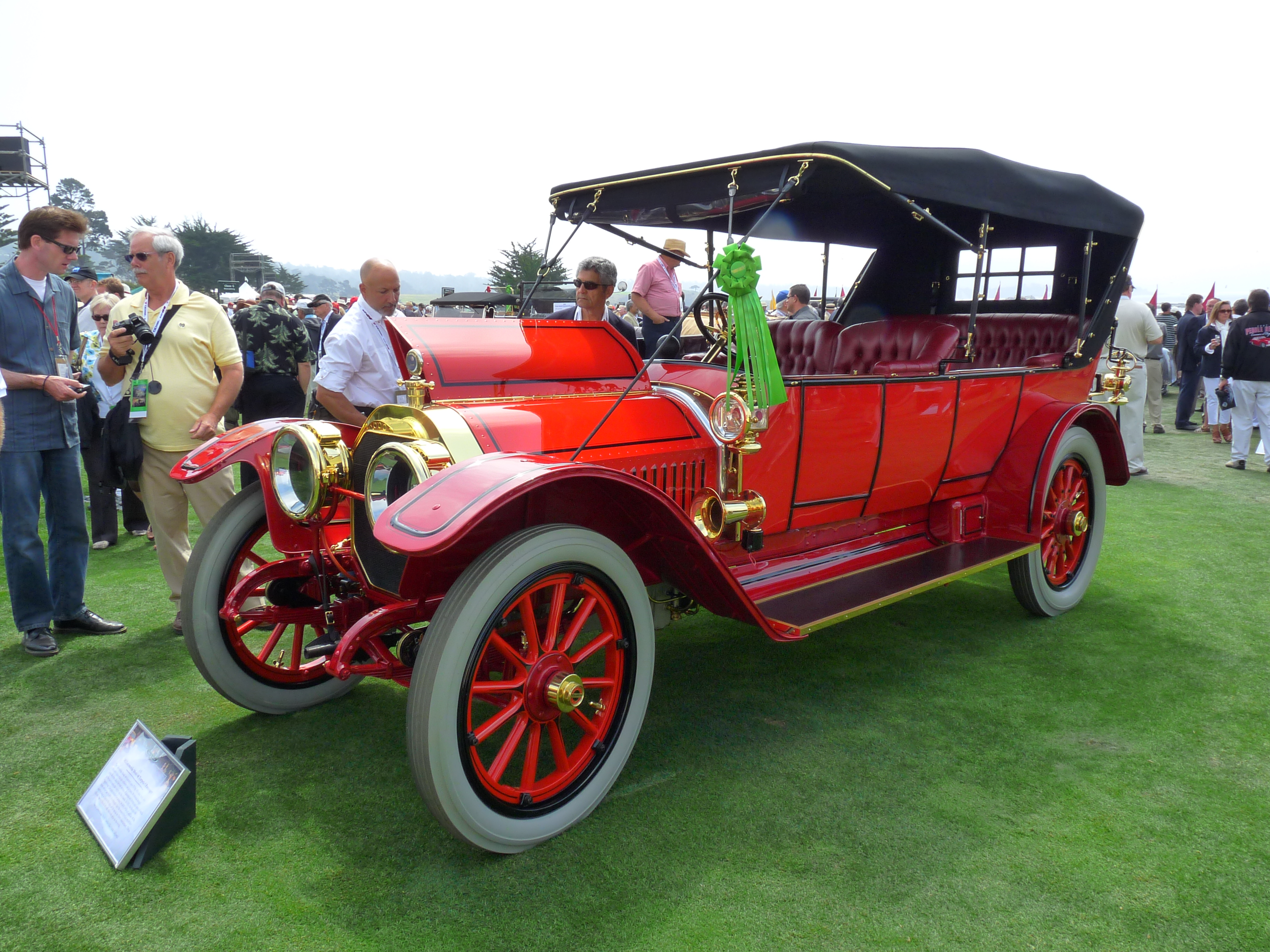
Locomobile Model 48 Torpedo de 1912.
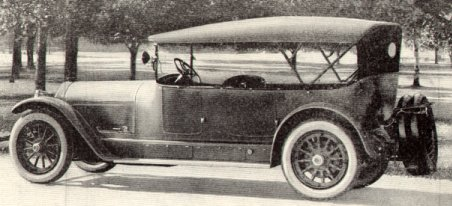
Modèle tourisme à 7 passagers, de 1920.

## Source
- (en) Cet article est partiellement ou en totalité issu de l’article de Wikipédia en anglais intitulé « Locomobile Company of America » (voir la liste des auteurs).